# Eragrostis tenellula
Eragrostis tenellula là một loài thực vật có hoa trong họ Hòa thảo. Loài này được (Kunth) Steud. mô tả khoa học đầu tiên năm 1854.